# سفر دراز روز در شب (فیلم ۲۰۱۸)
سفر دراز روز در شب نام یک فیلم درام چینی به کارگردانی بی گان محصول ۲۰۱۸ است. این فیلم برای رقابت در بخش نوعی نگاه هفتاد و یکمین جشنواره فیلم کن انتخاب شد.